# Profilage
Profilage (conocida como Perfiles criminales en Hispanoamérica) es una serie televisiva policiaca francesa de 2009 creada por Fanny Robert y Sophie Lebarbier con la participación de TF1.

## Argumento
Chloé Saint-Laurent (Odile Vuillemin), criminóloga es asignada como ayudante del Comisario Lamarck (Jean-Michel Martial) en el equipo de la policía bajo el mando del Comandante Matthieu Perac (Guillaume Cramoisan). Sus métodos resultan particulares a causa de su empatía siendo capaz de ponerse en el lugar, tanto de la víctima como del asesino y pensar como ellos.
A partir de la tercera temporada, el personaje de Perac es reemplazado por Thomas Rocher (Philippe Bas), más pragmático y menos dado a las sutilezas, aunque con buenas relaciones con sus subordinados.

## Reparto
| Leyenda | Personaje principal | Personaje secundario o recurrente (más de dos episodios) | Artista invitado |

| Odile Vuillemin                  | Chloé Saint-Laurent        |  |  |  |  |  |  |  |  |  |
| Juliette Roudet                  | Adèle Delettre             |  |  |  |  |  |  |  |  |  |
| Inspector                        |                            |  |  |  |  |  |  |  |  |  |
| Guillaume Cramoisan              | Cmdte. Mathieu Perac       |  |  |  |  |  |  |  |  |  |
| Philippe Bas                     | Cmdte. Thomas Rocher       |  |  |  |  |  |  |  |  |  |
| Teniente                         |                            |  |  |  |  |  |  |  |  |  |
| Raphaël Ferret                   | Tte. Hyppolite de Courtène |  |  |  |  |  |  |  |  |  |
| Vanessa Valence                  | Tte. Fred Kancel           |  |  |  |  |  |  |  |  |  |
| Sophie de Fürst                  | Tte. Emma Tomasi           |  |  |  |  |  |  |  |  |  |
| Julia Piaton/Diane Dassigny      | Tte. Jessica Kancel        |  |  |  |  |  |  |  |  |  |
| Comisario                        |                            |  |  |  |  |  |  |  |  |  |
| Jean-Michel Martial              | Com. Grégoire Lamarck      |  |  |  |  |  |  |  |  |  |
| Otros miembros de la DRPJ        |                            |  |  |  |  |  |  |  |  |  |
| Benjamin Baroche                 | Cmdte. Antoine Garel       |  |  |  |  |  |  |  |  |  |
| Josée Drevon                     | Viviane Mercadet           |  |  |  |  |  |  |  |  |  |
| Medicina forense                 |                            |  |  |  |  |  |  |  |  |  |
| Didier Ferrari                   | Le doc                     |  |  |  |  |  |  |  |  |  |
| Guillaume de Tonquédec           | Le doc                     |  |  |  |  |  |  |  |  |  |
| Valérie Dashwood                 | Bérénice                   |  |  |  |  |  |  |  |  |  |
| Familia de Thomas Rocher         |                            |  |  |  |  |  |  |  |  |  |
| Nathan Georgelin/Thomas Goldberg | Lucas Rocher               |  |  |  |  |  |  |  |  |  |
| Familia de Chloé Saint-Laurent   |                            |  |  |  |  |  |  |  |  |  |
| Marie Kremer                     | Louise Drancourt           |  |  |  |  |  |  |  |  |  |
| Laurence Masliah                 | Laurence Fisher            |  |  |  |  |  |  |  |  |  |
| Fanie Zanini                     | Lili Merrick               |  |  |  |  |  |  |  |  |  |
| Familia de Adèle Delettre        |                            |  |  |  |  |  |  |  |  |  |
| Juliette Roudet                  | Camille Delettre           |  |  |  |  |  |  |  |  |  |
| Ilan Debrabant                   | Ulysse Delettre            |  |  |  |  |  |  |  |  |  |
| Anne-Sophie Soldaïni             | Sarah                      |  |  |  |  |  |  |  |  |  |
| Famille Matthieu Pérac           |                            |  |  |  |  |  |  |  |  |  |
| Laurence Cormerais               | Delphine Pérac             |  |  |  |  |  |  |  |  |  |
| Otros                            |                            |  |  |  |  |  |  |  |  |  |
| Laurent Hennequin                | Juez Alexandre Hoffman     |  |  |  |  |  |  |  |  |  |
| Ron Reznik                       | Vincent Delahaye           |  |  |  |  |  |  |  |  |  |